# Мудзью
Мудзью или Мудзъю (устар. Мудз-Ю, Муча) — река в России, течёт по территории Удорского района Республики Коми. Левый приток реки Мезень.
Длина реки составляет 60 км.
Исток реки находится в болоте Тылосанюр. Впадает в Мезень напротив деревни Мучкас.

## Данные водного реестра
По данным государственного водного реестра России относится к Двинско-Печорскому бассейновому округу, водохозяйственный участок реки — Мезень от истока до водомерного поста у деревни Малонисогорская. Речной бассейн реки — Мезень.
Код объекта в государственном водном реестре — 03030000112103000044329.